# Blockdraba
Blockdraba eller blockhavsdraba (Draba cacuminum) är en korsblommig växtart som beskrevs av E. Ekman. Enligt Catalogue of Life ingår Blockdraba i släktet drabor och familjen korsblommiga växter, men enligt Dyntaxa är tillhörigheten istället släktet drabor och familjen korsblommiga växter. IUCN kategoriserar arten globalt som otillräckligt studerad. Enligt den svenska rödlistan är arten sårbar i Sverige. Arten förekommer i Övre Norrland. Artens livsmiljö är fjäll.

## Underarter
Arten delas in i följande underarter:
- D. c. angusticarpa
- D. c. cacuminum